# 47e corps de blindés (Allemagne)
Pour les articles homonymes, voir 47e corps.
Le 47e corps de blindés (en allemand : XXXXVII. Panzerkorps) était un corps d'armée d'unités blindées (Panzer) de l'armée de terre allemande, la Heer, au sein de la Wehrmacht, pendant la Seconde Guerre mondiale.

## Historique
Le XXXXVII. Panzerkorps est formé le 21 juin 1942 à partir du XXXXVII. Armeekorps.

Il prend part à l'opération Barbarossa et combat à Brest, Minsk, Smolensk et Toula. Il se retire à Vytebet en janvier 1942 et combat dans la contre-offensive allemande de Vesniny. Il combat plus tard à  Zhizdra, Kirov, Lovat et Dubrovka.
Il est transféré dans le secteur sud en juillet 1943 et retraite en Moldavie en avril 1944 avant d'être transféré en France en mai 1944.
Il prend part aux lourds combats en Normandie. Il participe un peu plus tard à la Bataille de Lorraine, puis combat dans les Ardennes avant de reculer dans la région du Rhin inférieur.
En avril 1945, il prend le nom de Armee-Abteilung Lüttwitz.

## Organisation

### Commandants successifs
| Date                                | Grade                                           | Commandant                     |
| ----------------------------------- | ----------------------------------------------- | ------------------------------ |
| 21 juin 1942 - 10 octobre 1943      | General der Panzertruppen                       | Joachim Lemelsen               |
| 11 octobre 1943 - 22 octobre 1943   | General der Panzertruppen                       | Heinrich Eberbach              |
| 22 octobre 1943 - 4 novembre 1943   | General der Panzertruppen                       | Joachim Lemelsen               |
| 5 novembre 1943 - 30 novembre 1943  | General der Panzertruppen                       | Erhard Raus                    |
| 30 novembre 1943 - 30 décembre 1943 | Generalleutnant                                 | Rudolf von Bünau               |
| 30 décembre 1943 - 4 mars 1944      | Generalleutnant                                 | Nikolaus von Vormann           |
| 5 mars 1944 - 5 septembre 1944      | General der Panzertruppen                       | Hans Freiherr von Funck        |
| 5 septembre 1944 - 16 avril 1945    | Generalleutnant, puis General der Panzertruppen | Heinrich Freiherr von Lüttwitz |

## Théâtres d'opérations
- Front de l'Est, secteur Centre : Juin 1941 - Juillet 1943
- Front de l'Est, secteur Sud : Juillet 1943 - Avril 1944
- Roumanie : avril 1944 - Mai 1944
- Normandie et France : Mai 1944 - Décembre 1944
  - 12 au 21 août 1944 : bataille de la Poche de Falaise
- Ardennes : Décembre 1944 - Février 1945
- Rhin inférieur : Février 1945 - Mai 1945

## Ordre de batailles

### Rattachement d'Armées
| Date        | Armée               | Groupe d'Armées         |
| ----------- | ------------------- | ----------------------- |
| 1942        |                     |                         |
| 21 juin     | 2. Panzerarmee      | Heeresgruppe Mitte      |
| 1943        |                     |                         |
| 1er janvier | 3. Panzerarmee      | Heeresgruppe Mitte      |
| Juillet     | 9. Armee            | Heeresgruppe Mitte      |
| Septembre   | 8. Armee            | Heeresgruppe Süd        |
| 1944        |                     |                         |
| 1er janvier | 8. Armee            | Heeresgruppe Süd        |
| 30 mars     | 8. Armee            | Heeresgruppe Südukraine |
| Mai         | z.Vfg.              | OKW                     |
| Juin        | 7. Armee            | Heeresgruppe B          |
| Juillet     | Panzergruppe West   | Heeresgruppe B          |
| Août        | 1. Armee            | Heeresgruppe B          |
| Septembre   | 5. Panzerarmee      | Heeresgruppe G          |
| 16 octobre  | 19. Armee           | Heeresgruppe G          |
| Décembre    | 5. Panzerarmee      | Heeresgruppe B          |
| 1945        |                     |                         |
| Janvier     | 5. Panzerarmee      | Heeresgruppe B          |
| Février     | 1. Fallschirm-Armee | Heeresgruppe H          |

### Unités subordonnées

#### Unités organiques
- Artillerie-Kommandeur (Arko) 130 puis après décembre 1944: Arko 447
- Korps-Nachrichten-Abteilung 447
- Korps-Nachschubtruppen 447
- Ost-Bataillon 447

#### Unités rattachées
2 août 1942
- 18. Panzer-Division
- 211. Infanterie-Division
- 208. Infanterie-Division
- 339. Infanterie-Division
- 216. Infanterie-Division
- Infanterie-Regiment 350

2 octobre 1942
- 18. Panzer-Division
- 211. Infanterie-Division
- 208. Infanterie-Division
- 339. Infanterie-Division
- 216. Infanterie-Division
- 20. Panzer-Division
- Infanterie-Regiment 350

2 novembre 1942
- 18. Panzer-Division
- 211. Infanterie-Division
- 208. Infanterie-Division
- 339. Infanterie-Division
- 216. Infanterie-Division
- Infanterie-Regiment 350

22. décembre 1942
- 211. Infanterie-Division
- 208. Infanterie-Division
- 18. Panzer-Division
- 339. Infanterie-Division
- 221. Sicherungs-Division

7 juillet 1943
- 20. Panzer-Division
- 2. Panzer-Division
- 6. Infanterie-Division
- 9. Panzer-Division

26 décembre 1943
- 320. Infanterie-Division
- 106. Infanterie-Division
- 167. Infanterie-Division
- 262. Infanterie-Division
- 282. Infanterie-Division
- 389. Infanterie-Division

12 juin 1944
- 5. Fallschirmjäger-Division

16 septembre 1944
- 21. Panzer-Division
- Panzer-Brigade 111
- Panzer-Brigade 112
- Panzer-Brigade 113

1er mars 1945
- 6. Fallschirmjäger-Division
- 116. Panzer-Division
- 84. Infanterie-Division

### Sources
- (de) XXXXVII. Panzerkorps sur lexikon-der-wehrmacht.de